# Proyecto greenfield
En varias disciplinas se considera como proyecto greenfield aquel que carece de restricciones impuestas por algún trabajo anterior. Greenfield en inglés se refiere a un terreno a campo abierto, en el cual se permite construir. En una construcción en un campo abierto no se tienen limitaciones de edificaciones existentes o de infraestructura.

## Software
En ingeniería del software, un proyecto greenfield se podría considerar como el desarrollo de un sistema completamente desde cero, sin preocuparse por la integración con otros sistemas, especialmente no con algún sistema heredado. 
Estos proyectos se consideran de mayor riesgo, ya que a menudo son para nuevas infraestructuras, nuevos clientes o incluso nuevos propietarios. Por esta razón el desarrollo ágil de software es considerado a menudo como el mejor enfoque para este tipo de proyectos, ya que propone un mejor manejo de riesgos mediante la entrega de los desarrollos por partes y entregándolos a manos del cliente (interno o externo) para tener una rápida realimentación (a diferencia de tener que esperar hasta tener la toda la funcionalidad completa para solicitar esta realimentación).

## Redes celulares
En la ingeniería inalámbrica, un proyecto greenfield podría ser el de desplegar una nueva generación de redes de telefonía celular. 
Las primeras redes de telefonía celular se construyeron sobre altas torres existentes o en terrenos altos, en un esfuerzo por cubrir tanto territorio como fuera posible en el menor tiempo posible y con la menor cantidad de estaciones base. Estos primeros diseños de redes de telefonía inalámbrica fueron posteriormente mejorados con estaciones base adicionales y antenas que permitieron manejar la creciente demanda de tráfico de voz adicional y una mayor capacidad de red.
A medida que las redes inalámbricas evolucionaron rápidamente, era evidente que los diseños anteriores limitaban el crecimiento de la red. A medida que los gobiernos licenciaron espectros de radio adicionales a operadores de telefonía inalámbrica a finales de los años ochenta, se construyeron redes completamente nuevas que se desempeñaron mejor que las redes heredadas, porque sus diseños estaban libres de las limitaciones de los sistemas existentes. 
Hoy en día cualquier red nueva que sea diseñada desde cero, como las 3G, 4G y WIMAX son conocidos como proyectos greenfield.

## Otros ámbitos
Ejemplos literales de proyectos greenfield son: nuevas fábricas, centrales eléctricas y aeropuertos que se construyan desde cero. 
En las industrias de transporte (por ejemplo, automotriz o aeronáutica) el concepto equivalente es llamado "diseño en hoja en blanco".
Greenfield también tiene significado en ventas. Una oportunidad greenfield refiere a un mercado que está completamente sin explorar.
Desde una perspectiva de gestión de servicios de tecnologías de la información (ITSM por sus siglas en inglés), se dice que una organización de TI se construye desde cero es una situación greenfield. Esto es porque no tiene servicios activos o prácticas disponibles para comenzar.